# داک واتسن
آرتل لین واتسن (به انگلیسی: Arthel Lane "Doc" Watson) (زادهٔ ۳ مارس ۱۹۲۳) خواننده، گیتاریست و ترانه‌سرای بلوگرَس، فالک، کانتری، گاسپل و بلوز اهل آمریکا بود. واتسن برندهٔ ۷ جایزهٔ گرَمی و همچنین جایزهٔ «یک عمر دستاورد گرَمی» شده‌است.
او قبل از آن‌که به سن ۱ سالگی برسد بر اثر بیماری، بینایی چشمان‌اش را از دست داد. واتسن همواره به‌خاطر مهارت‌اش در شیوهٔ پیکینگ فلَتْ‌پیکینگ و آشنایی‌اش با موسیقی سنتی کشور آمریکا بسیار مورد توجه بوده‌است. پیش از آن‌که پسرش «مِرل»، در سال ۱۹۸۵ در حادثه‌ای در مزرعهٔ خانوادگی‌شان کشته شود، آن‌ها برای مدت ۱۵ سال با یکدیگر موسیقی اجرا می‌کردند. ۲ جایزه از ۷ جایزهٔ گرَمی که واتسن در سال‌های ۱۹۷۴ و ۱۹۷۹ دریافت کرد به‌صورت مشترک و به‌خاطر آثاری بود که به‌همراه فرزندش ضبط و اجرا کرده‌بودند.